# Purbadhala
Purbadhala è un sottodistretto (upazila) del Bangladesh situato nel distretto di Netrokona, divisione di Mymensingh. Si estende su una superficie di 312,3 km² e conta una popolazione di 310.834  abitanti (censimento 2011).